# Liebermannsche Reaktion
Die Liebermannsche Reaktion ist ein analytisches Verfahren in der Chemie. Das Verfahren ist nach dem deutschen Chemiker Carl Liebermann (1842–1914) benannt. Es dient als Nachweisreaktion für Phenole und Phenol-Derivate, die mit Salpetriger Säure charakteristische Färbungen (z. B. braune, grüne oder blaue) ergeben. Vermutlich bilden sich dabei Indophenolfarbstoffe. Die Liebermannsche Reaktion kann auch dem Nachweis von aromatischen Nitrosoverbindungen dienen. Diese reagieren beim Erwärmen mit Phenol und konzentrierter Schwefelsäure. Gießt man das Reaktionsgemisch in Wasser und stellt mit Natronlauge einen alkalischen pH-Wert ein, tritt eine tiefblaue Färbung auf.